# Öxarárfoss
Der Öxarárfoss ['œxsarauˑr̥ˌfɔsː] ist ein Wasserfall im Westen Islands, er speist sich aus dem Wasser der Öxará. 

## Geografie und Lage
Der Öxarárfoss befindet sich nördlich des Þingvallavatn in der Nähe von Þingvellir. Er liegt in der Nähe des Þingvallavegur .

## Geschichte
Der Öxarárfoss wurde wahrscheinlich künstlich angelegt, um die Öxará zur Thingstätte in Þingvellir hinunterzuleiten. Auf diese Weise konnten die Siedler Islands, die sich hier alljährlich trafen, ausreichend mit Wasser versorgt werden.